# Scanimate
Scanimate é um sistema analógico de animação por computador (sintetizador de vídeo) desenvolvido em 1968 pela Computer Image Corporation, de Denver, Estados Unidos. Foi utilizado até o fim da década de 1980 para produzir animação digital, vinhetas e efeitos visuais.
Os sistemas Scanimate foram usados para produzir grande parte da animação baseada em vídeo que eram vistas na televisão entre a maioria dos anos 1970 e 1980 em comerciais, vinhetas e aberturas. Uma das maiores vantagens que o sistema Scanimate teve sobre a animação baseada em filme e a animação por computador foi a capacidade de criar animações em tempo real. A velocidade com que a animação poderia ser produzida no sistema devido a isso, bem como a sua gama de possíveis efeitos, ajudou a superar as técnicas de animação cinematográficas para os gráficos exibidos na televisão. Em meados da década de 1980, foi substituído pela animação digital por computador, que passou a produzir imagens mais nítidas e sofisticadas em 3D.
As animações criadas em Scanimate e sistemas analógicos similares possuem uma série de características que os distinguem da animação baseada em filmes: o movimento é extremamente fluido, usando todos os 60 fotogramas por segundo (em sistema NTSC) ou 50 fotogramas (em sistema PAL) em vez dos 24 quadros por segundo que o filme usa; As cores são muito mais brilhantes e mais saturadas; As imagens têm um aspecto muito "eletrônico" que resulta da manipulação direta de sinais de vídeo através dos quais o Scanimate produz as imagens.

## Utilização
Uma câmera em preto e branco especial de alta resolução (cerca de 800 linhas de resolução) grava a logomarca ou um texto qualquer em alto contraste. A imagem é então exibida em uma tela de alta resolução. Ao contrário de um monitor normal, seus sinais de deflexão são passados para um computador analógico especial que permite ao operador dobrar a imagem de diversas maneiras. A imagem é então capturada da tela por uma câmera de filme ou por uma câmera de vídeo. No caso de uma câmera de vídeo, esse sinal é então alimentado em um colorizador, um dispositivo que pega certos tons de cinza e os transforma em cor e também em transparência. A ideia por trás disso é que a saída do Scanimate em si é sempre monocromática. Outra vantagem do colorizador é que ele dá ao operador a capacidade de adicionar continuamente camadas de gráficos. Isso possibilita a criação de gráficos muito complexos. Isso é feito usando dois gravadores de vídeo. O fundo é reproduzido por um gravador e depois gravado por outro. Este processo é repetido para cada camada. Isso requisitava gravadores de videotape de alta qualidade (como o Ampex VR-2000 ou o IVC-9000, este último sendo usado com bastante frequência para composição devido à sua alta qualidade geracional entre as regravações).

## Scanimate no Brasil
No Brasil, muitas emissoras usaram o Scanimate, entre elas, a TVS (atual SBT), a extinta TV Tupi, a Rede Record e a Rede Globo.
As animações por esse sistema custavam um luxo na época. Até 1979, criar uma animação para a televisão em Scanimate custava aproximadamente US$ 2.500 (que em valores de 2008, equivaleria a cerca de US$ 12.000). Apenas 8 sistemas desse tipo foram feitos. As empresas que foram conhecidas por realizar animações desse tipo foram a Image West, de Los Angeles, Califórnia, e a Dolphin Productions, de Nova York, ambas nos Estados Unidos. Essas duas empresas estadunidenses ficaram conhecidas por terem feito a maior parte das vinhetas do SBT, Record, Globo e Rede Tupi.
Na América Latina, houve somente 2 proprietários desse sistema: a Telerey (atual Multivisión), que nos anos 1970 e 1980, era uma divisão da Televisa, sediada na Cidade do México; e a TVN do Chile, que anos mais tarde, complementou o Scanimate com um gravador de vídeo Ampex AVA-1 em 1982 até trocar por um Quantel Paintbox e um Ampex ADO, já no fim da década de 1980. As demais produtoras, emissoras, e redes de televisão, mandavam fazer suas animações e gráficos no exterior, que chegavam ao país de transmissão por via aérea.

## Atualmente
Dois dos Scanimates fabricados ente 1968 e 1972 ainda estão em uso pela ZFx Studios em Asheville, Carolina do Norte, nos Estados Unidos. Um dos sistemas originais foram atualizados com fontes de alimentação mais modernas, podendo produzir material em vídeo de definição padrão ou em 1080p. O outro sistema está sendo mantido em sua configuração original para fins históricos por David Sieg. As máquinas estão instaladas em um ambiente de produção de trabalho com switchers Grass Valley, sistemas de efeitos Kaleidoscope e gravadores em disco digital Accom para camadas.
Outros sistemas desse tipo estão quebrados e foram para alguns museus, ente eles, o Museu da TV.